# Ohrenspitzen
Les Ohrenspitzen sont trois cimes montagneuses qui s’élèvent à 3 101 m d’altitude dans les Hohe Tauern, à la frontière entre l'Autriche et l'Italie.